# Schronisko na Przysłopie Miętusim

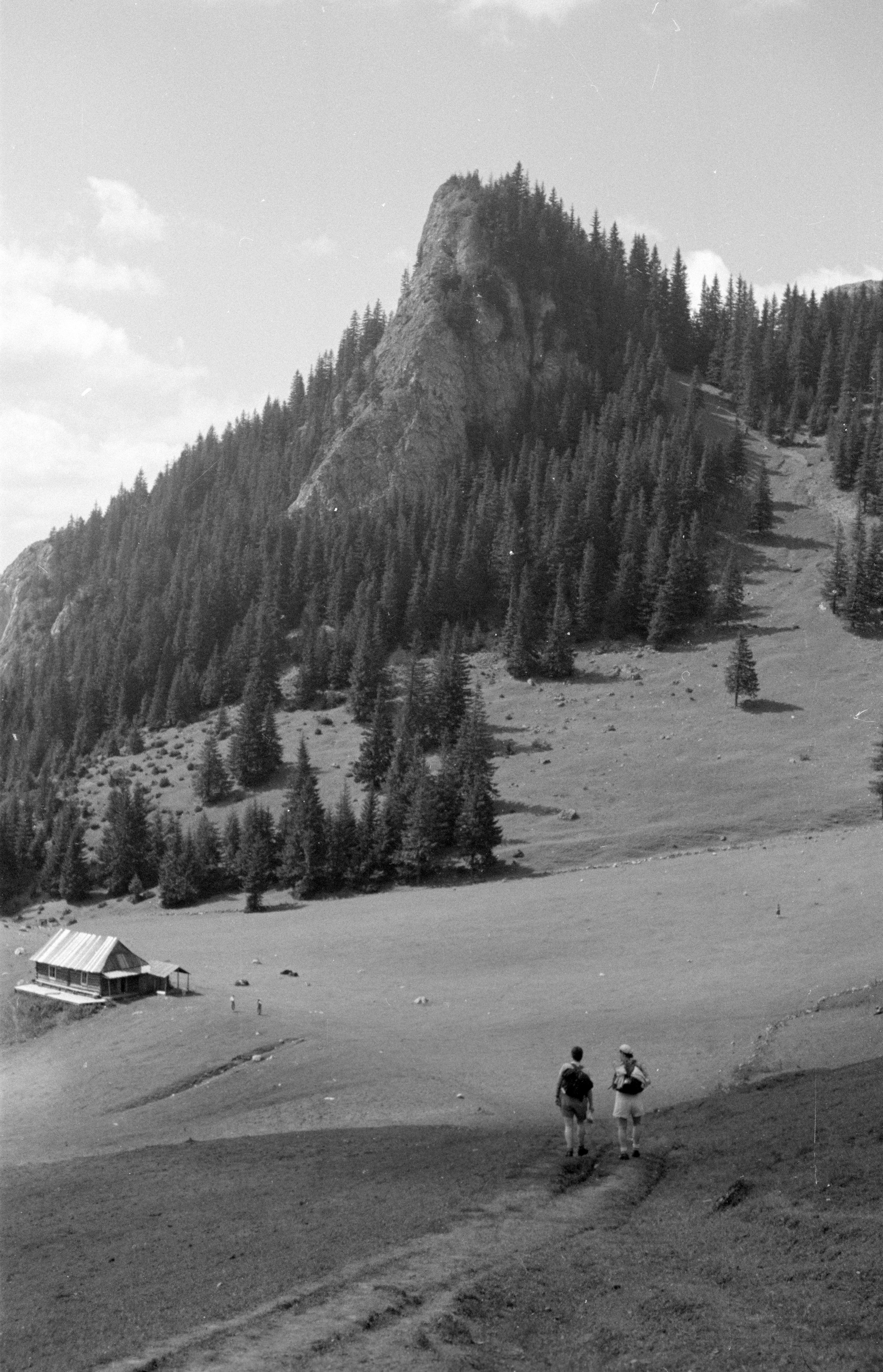
Lokalizacja schroniska

Schronisko na Przysłopie Miętusim – nieistniejące schronisko turystyczne w Dolinie Miętusiej w Tatrach Zachodnich. Znajdowało się w górnej, zachodniej części Miętusiej Polany (na tzw. Ogonie).
Było to prywatne schronisko zwane Bufetem na Przysłopie Miętusim. Działało w tym charakterze w latach 1934–1968. Było niewielkie, drewniane, powstało poprzez rozbudowę szałasu. Prowadziła je znana zawodniczka narciarska Bronisława Staszel-Polankowa. W roku 1969 Tatrzański Park Narodowy przejął obiekt z rąk prywatnych właścicieli i jeszcze przez kilka lat udostępniał go dla ruchu turystycznego, po czym dyrekcja zadecydowała o jego zamknięciu. W 1987 roku opuszczony budynek spłonął.